# Zopran, Karabük
Zopran là một xã thuộc thành phố Karabük, tỉnh Karabük, Thổ Nhĩ Kỳ. Dân số thời điểm năm 2010 là 540 người.